# Papageien, Palmen & Co.
Papageien, Palmen & Co. ist eine Zoo-Doku-Soap des WDR.
In der Serie werden Geschichten aus dem Loro Parque auf Teneriffa erzählt. Die Serie wurde in der Zeit zwischen Januar und Juli 2010 gedreht. Die Erstausstrahlung der 40 50-minütigen Folgen begann am 7. September 2010 im Nachmittagsprogramm des Ersten und endete am 9. November 2010. Papageien, Palmen & Co. war die erste Zoo-Doku-Soap der ARD, die im High-Definition-Format ausgestrahlt wurde.
In den Folgen der Serie wurden viele unterschiedliche Papageienarten präsentiert. Es wurde aber auch über andere Tierarten vom Zwergotter über Riesenschildkröten bis hin zu Delfinen berichtet und über Tierpersönlichkeiten wie zum Beispiel die Königspinguin-Dame Agatha (und ihren „auserwählten“ Tierpfleger), die Königstiger Saba und Prince, die Galápagos-Riesenschildkröten Tom und Tomasa  sowie über eine Bachelor-Gruppe von Gorillamännchen. Dabei wurden u. a. die damaligen Parkmitarbeiter wie der Kurator und spätere Direktor Matthias Reinschmidt, der Biologe Rafael Zamora, die Tierärzte Heiner Müller, Sara Capelli und Kirstin Oberhäuser und die Tiertrainerin und Biologin Claudia Vollhardt bei ihrer täglichen Arbeit begleitet.
Produziert wurde die Serie von der Encanto GmbH. Die Redaktion lag bei Monika Pohl. Gestaltet wurden die Folgen von den Autoren Peter Haß, Rüdiger Jung, Wanja B. Kneib, Phillip Morant und Donatus Vogt. Als Sprecher ist Dominik Freiberger zu hören.
Vom 5. Juni bis zum 4. August 2015 veröffentlichte Das Erste eine geschnittene Version der Serie. Die einzelnen Folgen wurden auf ein 25-Minuten-Format heruntergekürzt und erhielten zum Teil neue Titel. Für die Redaktion waren Hilla Stadtbäumer und Monika Pohl verantwortlich.

## Episodenliste
| Nr. | Titel (Titel der Kurzfassung)                                | Erstausstrahlung (Erstausstrahlung der Kurzfassung) |
| --- | ------------------------------------------------------------ | --------------------------------------------------- |
| 1   | Auf der faulen Haut …                                        | 7. Sep. 2010 (5. Jun. 2015)                         |
| 2   | Stürmischer Liebhaber                                        | 8. Sep. 2010 (8. Jun. 2015)                         |
| 3   | Kuscheln im Eis                                              | 9. Sep. 2010 (9. Jun. 2015)                         |
| 4   | Ein Ei sorgt für eine Sensation! (Geschenke für die Jaguare) | 10. Sep. 2010 (10. Jun. 2015)                       |
| 5   | Tierärzte im Einsatz                                         | 13. Sep. 2010 (11. Jun. 2015)                       |
| 6   | Ein neuer Mitbewohner (Mutprobe für Streuner)                | 14. Sep. 2010 (12. Jun. 2015)                       |
| 7   | Vorsorge-Check bei den Delfinen (Unter Haien)                | 15. Sep. 2010 (15. Jun. 2015)                       |
| 8   | Melonenfratzen                                               | 16. Sep. 2010 (16. Jun. 2015)                       |
| 9   | Liebes-Blessuren                                             | 17. Sep. 2010 (17. Jun. 2015)                       |
| 10  | Mikrochips für die Pinguinküken                              | 20. Sep. 2010 (18. Jun. 2015)                       |
| 11  | Nachwuchs, Vertretung und ein Raubkatzenfrühstück            | 21. Sep. 2010 (19. Jun. 2015)                       |
| 12  | Auf heißen Kohlen!                                           | 22. Sep. 2010 (22. Jun. 2015)                       |
| 13  | Allez, hop! (Delikatessen)                                   | 23. Sep. 2010 (23. Jun. 2015)                       |
| 14  | Bitte recht freundlich! (Leben aus der Tüte)                 | 24. Sep. 2010 (26. Jun. 2015)                       |
| 15  | Abwechslung für die Jaguare                                  | 27. Sep. 2010 (29. Jun. 2015)                       |
| 16  | Neuanfänge                                                   | 28. Sep. 2010 (30. Jun. 2015)                       |
| 17  | Auf Spurensuche                                              | 29. Sep. 2010 (1. Jul. 2015)                        |
| 18  | Willkommen im Otterparadies!                                 | 30. Sep. 2010 (2. Jul. 2015)                        |
| 19  | Nachwuchs bei den Titi-Krallenäffchen!                       | 1. Okt. 2010 (3. Jul. 2015)                         |
| 20  | Schlaue Erdmännchen?                                         | 4. Okt. 2010 (6. Jul. 2015)                         |
| 21  | Jubelstimmung                                                | 5. Okt. 2010 (7. Jul. 2015)                         |
| 22  | Sonnensittich in Not (Umzug)                                 | 6. Okt. 2010 (8. Jul. 2015)                         |
| 23  | Lolo hat ’ne Beule                                           | 7. Okt. 2010 (9. Jul. 2015)                         |
| 24  | In freudiger Erwartung?                                      | 8. Okt. 2010 (10. Jul. 2015)                        |
| 25  | Was für ein Affentheater!                                    | 11. Okt. 2010 (14. Jul. 2015)                       |
| 26  | Neues Heim, Glück allein!                                    | 12. Okt. 2010 (15. Jul. 2015)                       |
| 27  | Gourmet-Überraschung                                         | 13. Okt. 2010 (16. Jul. 2015)                       |
| 28  | Keine leichte Aufgabe …                                      | 14. Okt. 2010 (17. Jul. 2015)                       |
| 29  | Ist Delfin Pacina trächtig? (Geduld führt ans Ziel)          | 15. Okt. 2010 (20. Jul. 2015)                       |
| 30  | Bye-bye, Nadine! (Spannende Beobachtungen)                   | 18. Okt. 2010 (21. Jul. 2015)                       |
| 31  | Wiedersehensfreude?                                          | 19. Okt. 2010 (22. Jul. 2015)                       |
| 32  | Nachwuchs-Segen im Aquarium (Der große Intelligenztest)      | 20. Okt. 2010 (23. Jul. 2015)                       |
| 33  | Tauchexkursion vor der Küste                                 | 21. Okt. 2010 (24. Jul. 2015)                       |
| 34  | Die Otter fühlen sich pudelwohl                              | 1. Nov. 2010 (27. Jul. 2015)                        |
| 35  | Eine neue Liebe?                                             | 2. Nov. 2010 (28. Jul. 2015)                        |
| 36  | Verstärkung bei den Erdmännchen                              | 3. Nov. 2010 (29. Jul. 2015)                        |
| 37  | Willkommen, Ronaldinha!                                      | 4. Nov. 2010 (30. Jul. 2015)                        |
| 38  | Zwillinge für Bimba!                                         | 5. Nov. 2010 (31. Jul. 2015)                        |
| 39  | Wer ist der Boss im Gehege?                                  | 8. Nov. 2010 (3. Aug. 2015)                         |
| 40  | Ein Hightech-Delfinbecken (Wohl behütet)                     | 9. Nov. 2010 (4. Aug. 2015)                         |

Stab

Redaktion: Monika Pohl, Hilla Stadtbäumer; Autoren: Peter Haß, Rüdiger Jung, Wanja B. Kneib, Phillip Morant, Donatus Vogt; Produktionsleitung: Ingmar Evers; Sprecher: Dominik Freiberger

Kamera: Klaus Grittner, Stefan Nowak; Schnitt: Rainer Nelissen, Johannes Schäfer, Brigitte Warken-Königs; Ton: Carina Richter, Daniel Wagner, Knut Walter